# Masies de Sant Amanç
Las Masies de Sant Amanç es una vecindad o núcleo poblacional disperso que se sitúa al sur del núcleo urbano de la villa de Anglés (comarca de la Selva, provincia de Gerona, Cataluña). Esta vecindad consta de un conjunto de masías dispersas situadas en la falda de la sierra de Santa Bárbara, en las últimas estribaciones de las Guilleries.
Debe su nombre a la ermita de Sant Amanç, situada en el centro de la misma vecindad, y mencionada por primera vez el año 1019 como Sancti Amancii Anglensis.
La mayor parte de las masías que componen la vecindad están abandonadas (como Can Murtra y Can Garriga), aunque algunas se encuentran actualmente en rehabilitación (Can Camps y Can Manyans, entre otras) y otras siguen aún habitadas (Can Comarodona, Can Soldat y Can Migdiada).
- Datos: Q9030297